# Mindarus keteleerifoliae
Mindarus keteleerifoliae är en insektsart. Mindarus keteleerifoliae ingår i släktet Mindarus, och familjen långrörsbladlöss. Inga underarter finns listade i Catalogue of Life.